# A Little Soul
A Little Soul is een nummer van de Britse alternatieve rockband Pulp uit 1998. Het is de derde single van hun zesde studioalbum This Is Hardcore.
In "A Little Soul" richt frontman Jarvis Cocker zich tot zijn eigenzinnige vader. Het nummer werd een bescheiden hit in het Verenigd Koninkrijk, waar het de 22e positie bereikte. In het Nederlandse taalgebied deed de plaat niets in de hitlijsten.

## Tracklijst
UK CD1
1. "A Little Soul" (original mix)
2. "Cocaine Socialism"
3. "Like a Friend"

UK CD2
1. "A Little Soul" (alternative mix)
2. "A Little Soul" (Lafayette Velvet revisited remix) (remixed by Kid Loco)
3. "That Boy's Evil"

'UK cassette single
1. "A Little Soul" (original mix)
2. "Cocaine Socialism"